# INS Atzmaut (2021)

L'INS Atzmaut est une corvette de la classe Sa'ar VI appartenant à la marine israélienne, intégrée à la flottille Shayetet 3. Il s’agit du troisième navire de cette classe.

## Développement et conception
Commandé en mai 2015, l'INS Atzmaut (ce qui signifie "indépendance") est une corvette de la classe Sa'ar VI conçue en Allemagne sur la base des corvettes allemandes de la classe Braunschweig,. Le programme bénéficie d'un financement du gouvernement allemand et d'une alliance entre les entreprises ThyssenKrupp Marine Systems et German Naval Yards, habituellement concurrentes,.
Comme les autres navires de sa classe, l'INS Atzmaut est plus large et puissant que ceux de la classe Sa'ar V. Par rapport à la classe Braunschweig, les modifications portent principalement sur la partie supérieure du navire pour intégrer les 4 panneaux du dôme de fer prévu ainsi que les capteurs et les cellules de lancement des missiles Barak 8 et le système naval C-Dome. LA société israélienne Elbit Systems obtient en 2018 le contrat pour concevoir et construire les systèmes de guerre électronique de ces navires. Retenant la leçon du Hanit, touché par des missiles chinois, la conception de la coque et des superstructures doivent permettre de réduire la signature radar du navire.

## Caractéristiques principales
Les navires de cette classe déplacent environ 1 900 tonnes à pleine charge et mesurent 90 m de long pour environ 13 m de large. Ils sont équipés d’un canon principal Oto Melara de 76 mm, de deux stations d’armes Rafael Typhoon de 30 mm, de 32 cellules de lancement vertical pour missiles surface-air Barak-8 de type LRAD, de 40 cellules pour le système C-Dome, de 16 missiles antinavires Gabriel V, et de deux tubes lance-torpilles de 324 mm capables de porter des torpilles MK54,. Le système Barak 8 LRAD de l'INS Atzmaut a une portée de 70 km,. Le radar AESA EL/M-2248 MF-STAR (en) peut quand à lui, détecter des avions jusqu'à 250 km et des missiles nautiques à une vingtaine de kilomètres. Comme les autres navires de sa classe, il dispose également d’un hangar et d’une plateforme pouvant accueillir un hélicoptère de classe moyenne de type Sikorsky SH-60 Seahawk pour les patrouilles,.

## Construction
Le navire est lancé par German Naval Yards et ThyssenKrupp à Kiel et débute courant 2018. Il est livré à la marine israélienne en juillet 2021 et, après deux semaines de trajet, arrive à Haïfa le 10 août 2021. Il y est reçu au cours d'une cérémonie comprenant le président israélien Isaac Herzog, le vice-amiral Eli Sharvit (commandant de la marine israélienne) et les marins de la corvette. C'est dans le chantier naval d'Haifa, qu'il est équipé de ses systèmes radar, systèmes de communications et armements,.

## Carrière opérationnelle
L'INS Atzmaut est officiellement déclaré opérationnel le 23 avril 2023 avec comme fonctions la protection des routes maritimes et des gazoducs israéliens,. Fin juillet 2024 ou début août 2024, il conduit avec succès un exercice d'interception de missile mettant en œuvre les Barak 8 et le système LRAD,.

## Galerie

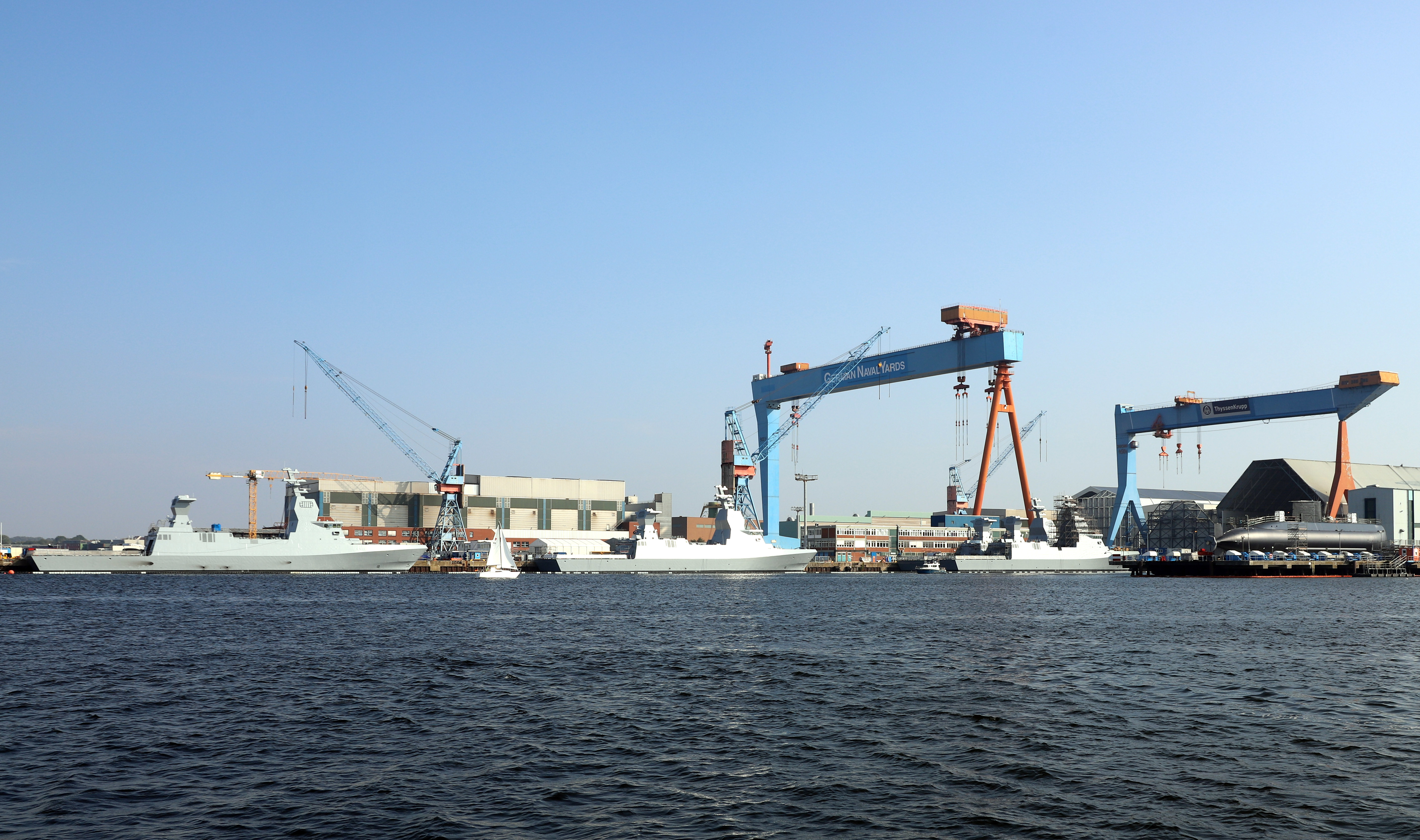
Les INS Magen, INS Oz et INS Atzmaut le 23 septembre 2020 à Kiel